# Teáskönyv
A Teáskönyv (hagyományos kínai: 茶經; egyszerűsített kínai: 茶经; pinyin: Chá jīng; magyar népszerű: Csa csing) szerzője a „teázás isteneként” tisztelt Lu Jü (Lu Yu) (733–804). A mű a Tang-dinasztia idején, 760 és 780 között íródott, mint a világ első, és máig a legértékesebb átfogó alkotása a teázásnak és teához kapcsolódó szokásoknak.

## Szerkezete, terjedelme
Lu Jü (Lu Yu) a valamivel több, mint hétezer írásjegyből álló művét három kötetre (csüan (juan) 卷) osztotta, amely további tíz fejezetet (csang (zhang) 章) tartalmaz. A kötetként fordított csüan (juan)t nem a mi felfogásunk szerinti kötetként kell értelmezni. A 8. században a könyvek, írásbeli alkotások legfőbb hordozója a papír és a selyem vagy vászon volt, amelyet ekkor még nem lapokból álló könyvformában terjesztettek, hanem tekercsbe feltekerve került az olvasókhoz. A csüan (juan) eredeti jelentése tekercs. Lu Jü (Lu Yu) esetében ez úgy értelmezhetjük, hogy művét három tekercs terjedelemben készítette el, amelyek közül az első tekercs tartalmazta az első 1-3. fejezetet, a második a 4. fejezetet, a harmadik pedig az 5-10 fejezetet.

## Tartalma
- Első fejezet: „Eredete” (Ji cse jüan (Yi zhi yuan) 一之源)

A szerző a tea eredetéről, kínai előzményeiről, a vadon termő teanövényekről és lelőhelyeikről értekezik.
- Második fejezetet: „Kellékei” (Er cse csü (Er zhi ju) 二之具)

A szerző ezt a fejezetet a tea szüreteléséhez és a feldolgozásához szükséges eszközök leírásának szenteli, ügyelve arra, hogy minden esetben kitérjen arra, mely anyagok felhasználása javallott, illetve kerülendő. Leírásai alapján akár el is lehetett készíteni a szükséges eszközöket.
- Harmadik fejezet: „Feldolgozása” (Szan cse cao (San zhi zao) 三之造)

A szerző a tea feldolgozását tárgyalja, a szürettől egészen a tárolásig, amely műveletsorozatot hét fázisra különíti el.
- Negyedik fejezet: „Eszközök” (Sze cse csi (Si zhi qi) 四之器)

A mű legterjedelmesebb fejezete, hiszen a teljes második tekercs terjedelmét elfoglalja, a teafőzés majd harminc kellékét taglalja a szerző, minden egyes tárgynak pontos leírását adva az üsttől egészen a gyűjtődobozig, melybe a teázás valamennyi kelléke tárolható.
- Ötödik fejezet: „Elkészítése” (Vu cse csu (Wu zhi zhu) 五之煮)

A szerző itt a teafőzés metódusát fejtegeti, amely egyben a mű irodalmilag legértékesebb része. Hosszú-hosszú évszázadokon át a Teáskönyv leggyakrabban idézett részletei is ebből a fejezetből kerültek ki. A fejezet különösen értékes szakasza az, amely a teafőzéshez legalkalmasabb víz kiválasztását taglalja. Ez oly inspirálóan hatott a későbbi korok teaszerelmeseire, hogy Lu Jü (Lu Yu)t idézve, rá hivatkozva külön hosszabb-rövidebb műveket szenteltek e témának.
- Hatodik fejezet: „Fogyasztása” (Liu cse jin (Liu zhi yin) 六之飲)

Ez a fejezetet a szerző a teafogyasztásának szenteli, megemlékezve az addig leghíresebb teamesterekről, de szabályszerűen meghatározza a teáscsészék számát és elhelyezését is, ha különböző számú vendégek körében történne a teázás.
- Hetedik fejezet: „Történetei” (Csi cse si (Qi zhi shi) 七之事)

Ebben a fejezetben Lu Jü (Lu Yu) aprólékos, türelmes filológiai munkával azon történeteket, verseket válogatta össze, melyek koráig születtek a teázás témakörében. Egy-egy mű részletében épp csak említik a teát, míg másokban valóban központi helyet foglal el a tea, a teázás. E fejezet érdemeként meg kell említeni, hogy számos mű egykori létezéséről csak az alapján van tudomásunk, hogy Lu Jü (Lu Yu) egy-egy történet erejéig utalást tesz rá, illetve merít belőle.
- Nyolcadik fejezet: „Származása” (Pa cse csu (Ba zhi chu) 八之出)

Ez a fejezet annak ellenére, hogy a nagy közönség számára a legérdektelenebb, szintén hasznos forrása a kínai teatermesztés Tang-kori epizódjának tudományos rekonstrukciójához. Az egykori teatermő vidékek lokalizálását tartalmazza.
- Kilencedik fejezet: „Általánosságok” (Csiu cse lüe (Jiu zhi lüe) 九之略)

Ebben a fejezetben Lu Jü (Lu Yu) röviden néhány jó tanáccsal szolgál egészen a szüreteléstől a teafogyasztásáig, hogy mikre érdemes odafigyelni és megszívlelni, annak, aki a tea élvezetének hibátlanul akar hódolni.
- Tizedik fejezet: „A mű elhelyezése” (Si cse tu (Shi zhi tu) 十之圖)

Az utolsó fejezetben Lu Jü (Lu Yu) a tekercsekre kalligrafálva felírt művének pontos elhelyezéséről ad tanácsot.

## Jelentősége
Noha mára a Lu Jü (Lu Yu) által leírtak egy része aktualitását vesztette, kultúrtörténeti jelentősége mindenképpen számottevő. A Cha jing jelentőségét ékesen bizonyítja, hogy a Lu Jü (Lu Yu)t követő ezer esztendő alatt mintegy fél tucat mű született a Cha jing kiegészítéseként, folytatásaként, de a tengernyi teázással foglalkozó szakirodalom között szinte alig találni olyat, amely ne hivatkozna Lu Jü (Lu Yu)re, vagy ne idézné őt.

## Magyarul
- Lu Jü: Teáskönyv – A teázás szent könyve a nyolcadik századi Kínából. Fordította és a záró tanulmányt írta: Nyiredy Barbara és Tokaji Zsolt. A verseket fordította, a jegyzeteket írta és a mutatót készítette: Tokaji Zsolt. Terebess Kiadó, Budapest, 2005. ISBN 963-9147-69-9
- Teáskönyv. Szemelvények a kínai teakultúra klasszikus forrásaiból; ford. Nyiredy Barbara, Pozovecz Vivien, Tokaji Zsolt, vál., szerk., jegyz., tan. Tokaji Zsolt; Fapadoskonyv.hu, Bp., 2010 (Kelet klasszikusai) ISBN 978-963-329-005-7

## Külső hivatkozások
- Lu Yu műve magyar fordításban